# Dixa rhathyme
Dixa rhathyme is een muggensoort uit de familie van de meniscusmuggen (Dixidae). De wetenschappelijke naam van de soort is voor het eerst geldig gepubliceerd in 1924 door Dyar and Shannon.